# Emmanuelle Riva
Emmanuelle Riva (phát âm tiếng Pháp: [emanɥɛl ʁiva]; tên khai sinh Paulette Germaine Riva; 24 tháng 2 năm 1927 – 27 tháng 1 năm 2017) là một diễn viên người Pháp, nổi tiếng qua vai diễn trong Hiroshima mon amour và Amour.
Năm 2013, Riva thắng Giải BAFTA cho nữ diễn viên chính xuất sắc nhất và giải César cho vai chính trong Amour của đạo diễn Michael Haneke. Bà trước đó đã thắng giải BAFTA cho vai diễn trong Hiroshima mon amour (1960) và Cúp Volpi tại Liên hoan phim Venice 1962 cho Thérèse Desqueyroux.

## Cuộc đời
Paulette Germaine Riva sinh tại Cheniménil, Pháp. Bà lớn lên ở Remiremont. Riva, đứa con duy nhất của Alfredo, một họa sĩ và Jeanne Riva (nhũ danh Nourdin), hậu duệ của gia đình nông dân người Lorraine và Alsace. Ông nội của bà là người Ý, từ Lombardy.
Riva chuyển tới Paris năm 1953, khi 26 tuổi từ quê nhà ở đồng quê Pháp để trở thành một diễn viên, dù bị gia đình ngăn cản. Bà bắt đầu sự nghiệp diễn xuất trên sân khấu Paris sau một thời gian làm thợ may. Bà chưa bao giờ kết hôn và không có con. Bà nói tiếng Pháp và đôi chút tiếng Ý. Riva qua đời vì căn bệnh ung thư vào ngày 27 tháng 1 năm 2017 tại Paris ở tuổi 89.

## Sự nghiệp

### Điện ảnh

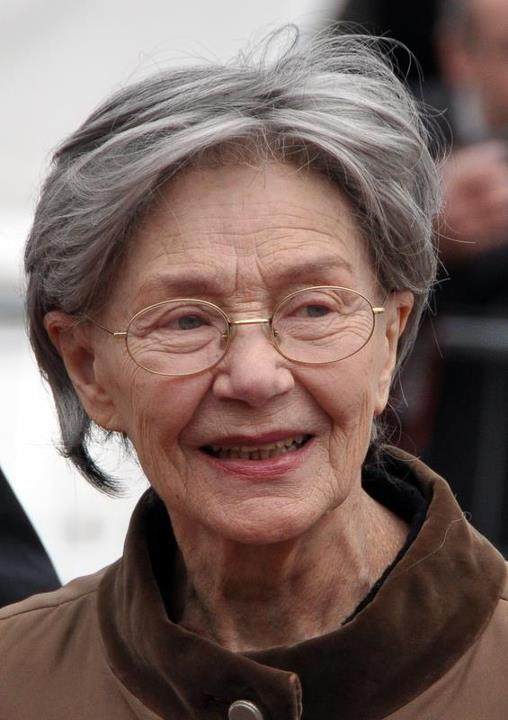
Emmanuelle Riva tại Cannes năm 2012

Vai diễn nổi tiếng nhất của bà là Elle trong Hiroshima mon amour (1959), do Alain Resnais đạo diễn và Marguerite Duras chắp bút, giúp Duras giành đề cử giải Oscar cho kịch bản gốc hay nhất. Bà xuất hiện trong Kapò (1959), giành đề cử giải Oscar cho phim ngoại ngữ hay nhất, Adua and her Friends (1960) cùng Simone Signoret, Leon Morin, Priest (1961) cùng Jean-Paul Belmondo và đạo diễn bởi Jean-Pierre Melville, Thérèse Desqueyroux (1962), Thomas the Imposter (1965), Three Colours: Blue (1993) vai mẹ của Juliette Binoche và Venus Beauty Institute (1999) cùng Micheline Presle. Năm 2011, Riva xuất hiện trong Le Skylab của đạo diễn Julie Delpy. Năm 2012, bà được khen ngợi. nhận đề cử giải Oscar và giành Giải của Hiệp hội phê bình phim Los Angeles cho nữ diễn viên chính xuất sắc nhất cho vai diễn bên cạnh Jean-Louis Trintignant trong Amour.

### Công việc khác
Riva còn có sự nghiệp sân khấu tại quê nhà Paris, Pháp. Năm 2001, bà trình diễn trong vở Medea tại Odéon-Théâtre de l'Europe. Bà cũng thường xuyên xuất hiện trên nhiều chương trình truyền hình Pháp. Tháng 2 năm 2014, Riva trở lại sân khấu trong vở Savannah Bay của Marguerite Duras tại Théâtre de l'Atelier. Trong lúc ghi hình Hiroshima mon amour, Riva chụp lại ảnh Hiroshima; nửa thế kỷ sau, những bức ảnh này được trưng bày ở Nikon Salon và in sách tại Pháp và Nhật Bản. Riva còn ra mắt nhiều tập thơ.

## Sự nghiệp điện ảnh
| Năm  | Tựa đề                         | Đạo diễn                       | Ghi chú |
| ---- | ------------------------------ | ------------------------------ | --- |
| 1959 | Hiroshima mon amour            | Alain Resnais                  | Đề cử – Giải BAFTA cho nữ diễn viên chính xuất sắc nhất |
| 1959 | Kapò                           | Gillo Pontecorvo               | |
| 1960 | The Eighth Day                 | Marcel Hanoun                  | |
| 1960 | Adua and Friends               | Antonio Pietrangeli            | |
| 1960 | Recourse in Grace              | Laslo Benedek                  | |
| 1961 | Léon Morin, Priest             | Jean-Pierre Melville           | |
| 1962 | Thérèse Desqueyroux            | Georges Franju                 | Cúp Volpi cho Nữ diễn viên xuất sắc nhất |
| 1962 | Climats                        | Stellio Lorenzi                | |
| 1963 | The Hours of Love              | Luciano Salce                  | |
| 1963 | Le gros coup                   | Jean Valère                    | |
| 1965 | Thomas the Impostor            | Georges Franju                 | |
| 1967 | Risky Business                 | André Cayatte                  | |
| 1973 | I Will Walk Like a Crazy Horse | Fernando Arrabal               | |
| 1982 | The Eyes, the Mouth            | Marco Bellocchio               | |
| 1993 | Three Colors: Blue             | Krzysztof Kieślowski           | |
| 1999 | Venus Beauty Institute         | Tonie Marshall                 | |
| 2001 | Médée                          | Don Kent                       | |
| 2009 | A Man and His Dog              | Francis Huster                 | |
| 2011 | Le Skylab                      | Julie Delpy                    | |
| 2012 | Amour                          | Michael Haneke                 | Giải BAFTA cho nữ diễn viên chính xuất sắc nhất Giải của Hội phê bình phim Boston cho nữ diễn viên chính xuất sắc nhất Giải César cho nữ diễn viên chính xuất sắc nhất Giải của Hiệp hội phê bình phim Los Angeles cho nữ diễn viên chính xuất sắc nhất Đề cử – Giải Oscar cho nữ diễn viên chính xuất sắc nhất Đề cử – Giải BFCA cho nữ diễn viên chính xuất sắc nhất Đề cử –Giải của Hiệp hội phê bình phim Chicago cho nữ diễn viên chính xuất sắc nhất Đề cử – Giải của Hội phê bình phim online cho nữ diễn viên chính xuất sắc nhất Đề cử – Giải của Hội phê bình phim New York cho nữ diễn viên chính xuất sắc nhất Đề cử –Giải của Hiệp hội phê bình phim Toronto cho nữ diễn viên chính xuất sắc nhất |
| 2016 | Marie and the Misfits          | Sébastien Betbeder             | |
| 2016 | Lost in Paris                  | Dominique Abel và Fiona Gordon | |
| 2017 | La Sainte Famille              | Marion Sarraut                 | |

## Sách
- Riva, Emmanuelle (1975). Le Feu des miroirs (bằng tiếng Pháp). Paris: Éditions Saint-Germain-des-Prés.
- Riva, Emmanuelle (1976). Juste derrière le sifflet des trains (bằng tiếng Pháp). Paris: Éditions Saint-Germain-des-Prés. ISBN 2-243-00380-5.
- Riva, Emmanuelle (1982). L'otage du désir (bằng tiếng Pháp). Paris: Nouvelles Éditions latines. ISBN 2-7233-0184-2.
- Riva, Emmanuelle (2008). Hiroshima 1958 (bằng tiếng Nhật). Tokyo: Inscript. ISBN 978-4-900997-22-6.
- Riva, Emmanuelle (2009). Tu n'as rien vu à Hiroshima (bằng tiếng Pháp). Paris: Gallimard. ISBN 978-2-07-012298-1.